# Nephropsis ensirostris
Nephropsis ensirostris är en kräftdjursart som beskrevs av Alcock 1901. Nephropsis ensirostris ingår i släktet Nephropsis och familjen humrar. IUCN kategoriserar arten globalt som livskraftig. Inga underarter finns listade i Catalogue of Life.